# The Good Night
The Good Night ist eine US-amerikanisch-britisch-deutsche Filmkomödie aus dem Jahr 2007. Regie führte Jake Paltrow, der auch das Drehbuch schrieb.

## Handlung
Der 34-jährige, mit Dora verheiratete Gary Shaller ist beruflich und privat frustriert. Er beneidet seinen Freund Paul, den er für erfolgreicher hält als sich selbst.
Shaller trifft während des Schlafs in seinen Träumen Anna, die er attraktiv findet und die in ihn verliebt ist. Er entdeckt, dass die Frau wirklich existiert und verabredet ein Treffen mit ihr. Die reale Anna enttäuscht ihn jedoch.
Der Film endet damit, dass Shaller nach einem Autounfall im Koma liegt, in dem er weiterhin von Anna träumt. Letztendlich wendet er sich aber von ihr ab und kehrt zu Dora zurück, die nun auch ein fester Bestandteil seines Traumes ist.

## Kritiken
Kirk Honeycutt schrieb in der Zeitschrift The Hollywood Reporter vom 29. Januar 2007, der Film sei eine schlechte Komödie („not a good comedy“) mit unsympathischen Charakteren und einer „unausgegorenen“ Handlung, die mit dem Adjektiv „armselig“ bezeichnet werden könnte. Der Kritiker lobte die zugrunde liegende Idee, die der Regisseur und Drehbuchautor jedoch nicht genügend entwickle.

## Hintergründe
Der Film wurde in London und in New York City gedreht. Seine Produktionskosten betrugen schätzungsweise 15 Millionen US-Dollar. Der Film hatte seine Weltpremiere am 25. Januar 2007 auf dem Sundance Film Festival und wurde danach auf einigen anderen Filmfestivals vorgeführt.